# Лю Цзяо
Лю Цзяо (кит. упр. 姣流, пиньинь Liú Jiāo; род. 14 апреля 1987 года) - китайская пловчиха в ластах.

## Карьера
В 2010 году завоевала две золотые медали Юношеских Олимпийских игр в прыжках в воду.
Победитель и призёр нескольких чемпионатов мира, Азии и Китая.
Обладатель нескольких мировых рекордов, в том числе и действующих: на дистанциях 400, 800 и 1500 метров в ластах, а также на дистанции 800 метров с аквалангом.